# Naomi Eto
Pour les articles homonymes, voir Eto.
Naomi Leslie Ndjoah Eto, née le 29 septembre 2004 à l’hôpital des sœurs de Yaoundé, est une footballeuse camerounaise.

## Biographie
Naomi Eto passe son enfance dans le quartier Science, un quartier modeste de la capitale camerounaise, et étudie au lycée d’Etoug-Ebé.
En 2020, Naomi Eto intègre l'Académie de football Roger Milla (RMFA) avant de rejoindre les Amazones de FAP Yaoundé.
Elle est nommée capitaine des Lionnes Indomptables U20 et conduit son équipe en huitièmes de finale lors de la Coupe du Monde Féminine U20 de la FIFA en Colombie en 2024, y inscrivant quatre buts cruciaux ; elle est nommée pour le titre de meilleure jeune joueuse africaine de l'année aux CAF Awards 2024.
En février 2025, elle rejoint le club français de l'En avant Guingamp.